# 抗混疊濾波器

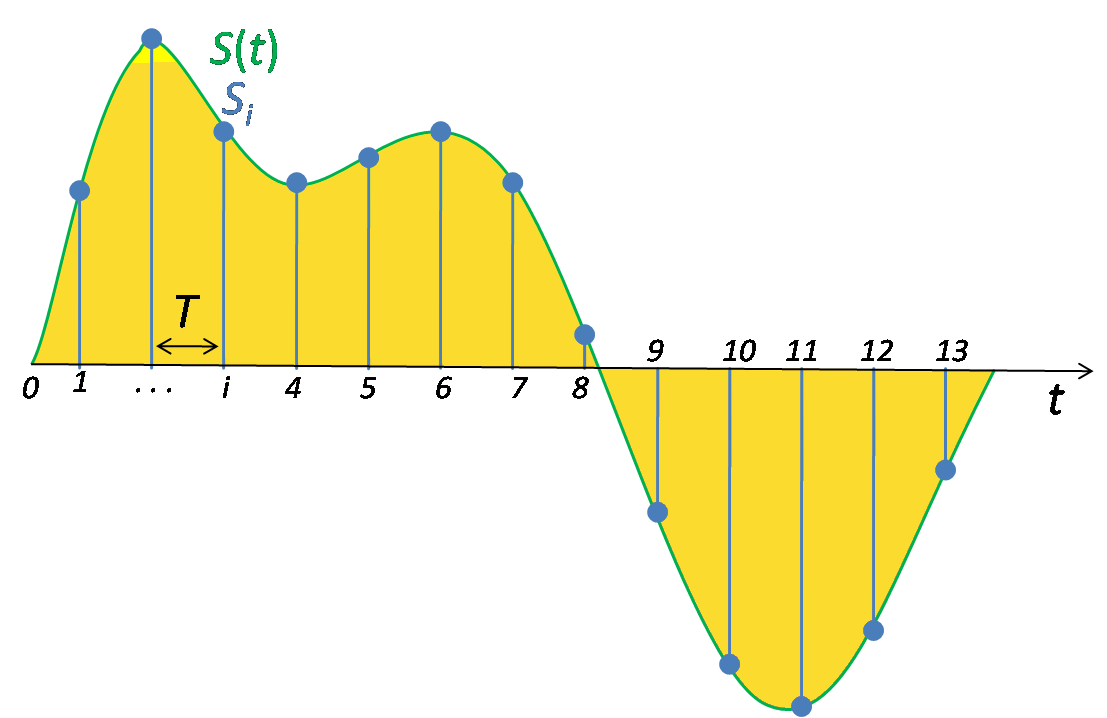
讯号取样

抗混疊濾波器（英語：Anti-aliasing filter，缩写AAF）是一種放在訊號取樣器之前的濾波器，用來在一個重點波段上限制訊號的頻寬，以求大致或完全地滿足取樣定理。此定理表示，當在奈奎斯特频率之上的頻率功率為零時，從其訊號的取樣可實現無模糊重建。现實中的抗混疊濾波器會在带宽與混疊之間取捨。可實現的抗混疊濾波器一般允許出现一些混疊，或者減弱一些靠近奈奎斯特極限的頻內頻率。因此，許多實用的系統取樣會高出實際的需求，以保證所有的重點頻率都可重建，这種實踐的方式稱為超取樣。

## 光學應用
在光學影像取樣（如數位相機的感光元件）中，抗混疊濾波器也稱為光學低通濾波器（Optical low-pass filter）、模糊濾鏡（Blur filter）或AA濾波器。二維空間的取樣數學上與時域取樣類似，但濾波器建置技術不同。數位相機的建置方式通常是用兩層双折射物質（如铌酸锂），使一个光點（Optical point）傳播形成一组四點光點。
這類的濾波器汙點分離方式的選擇需要对銳度，混疊，以及填充因子进行取舍。在單色、3CCD（用三層感光耦合元件做成的濾色陣列）和Foveon X3相機裡，單獨使用微透鏡陣列，假使接近100%有效的話，就能提供十分顯著的抗混疊效果，
使用彩色濾色陣列（如拜爾濾色鏡）的相機，通常需要再加一個濾波器，以将混疊減少至可接受的程度。
理光的Pentax K-3相機採用了獨特的基于感應器的抗混疊濾波器。這個濾波器運作方式是微微振動感應器元件。使用者可以將此振動開啟或關閉，以選擇是否需要抗混疊。

## 聲頻應用
抗混疊濾波器普遍地用于數位訊號處理系統的類比數位轉換器（ADC）上；類似的濾波器也用于這類系統輸出端的重建濾波器，例如媒體播放器裡。输出端应用抗混疊濾波器能防止影像形成（即混叠的逆过程，将頻內頻率鏡射到頻外）。

## 超取樣
有種叫做超取樣的技術普遍使用在音頻類比數位轉換器（ADC）上。原理是使用較高的中間數位取樣率，以便幾近理想化的數位濾波器（Digital filter）可以銳利地截下靠近原来較低奈奎斯特频率的混疊，并且較簡單的類比濾波器可以截止現在較高奈奎斯特频率之上的頻率，因為類比濾波器價格較高但表現差强人意，放寬對類比濾波器的要求可以在减少混疊的同时降低成本。此外，因為某些噪點（Noise）在訊號平均後消失，提高取樣率能稍稍改善訊號雜訊比（SNR）。
还有一种做法是故意对訊號超取樣而没有中間頻率，这是为了減少对抗混疊濾波器上的要求。例如，光碟片音源频率一般到20kHz为止，但取樣卻达到22.05kHz的奈奎斯特率。由于超取樣多出2.05kHz，不用最佳濾波器也能避免混疊和高頻衰減。

## 帶通訊號
通常抗混疊濾波器都是低通濾波器，但也不尽如此。取樣定理的推广允許取樣除基頻訊號之外的其它有限頻段的通帶（Passband）訊號。
若訊號有頻寬限制，但中心不是与零對齊，带通滤波器能當抗混疊濾波器使用，例如可用于单边带调制或頻率調變的訊號。假如要对中心在87.9MHz，帶宽为200kHz的調頻廣播进行取樣，可以用頻寬200kHz，中心對齊87.9MHz（即通帶87.8MHz到88.0MHz）的抗混疊濾波器，而且取樣率不能小於400KHz，但也應該要滿足其它限制以避免混疊。

## 訊號過載
使用抗混疊濾波器时，避免輸入訊號過載（Signal overload）是非常重要的。假如訊號夠強，即使過濾之後也會造成類比數位轉換器出现截斷。當抗混疊濾波器之後的截斷造成失真時，會產生抗混疊過濾器通帶之外的分量，這些分量會有混疊，造成其它不合諧的頻率。

## 備註
1. ↑  英文原名為
2. ↑  英文原名為
3. ↑  英文原名為In-band frequency
4. ↑  英文原名為
5. ↑  英文原名為，即微透鏡陣列的活動反射區和此陣列佔據的全部連續區域的比率
6. ↑  英文原名為
7. ↑  英文原名為
8. ↑  英文原名為
9. ↑  英文原名為
10. ↑  英文原名為，或译作消音